# Edad del Bronce

Mapa de la difusión metalúrgica durante el Bronce Antiguo. Las zonas oscuras son las más antiguas.

La Edad del Bronce es el período de la historia en el que se desarrolló la metalurgia de este metal, resultado de la aleación de cobre con estaño.
El término, que acuñó en 1820 el arqueólogo danés Christian Jürgensen Thomsen para clasificar en tres edades las colecciones de la Comisión Real para la Conservación de las Antigüedades de Copenhague, abarca un período entre aproximadamente el 3300 y el 1200 a. C., pero esta cronología solo tiene valor en el Próximo Oriente y Europa, puesto que a la metalurgia se llegó a través de procesos distintos en las diferentes regiones del mundo. Su estudio se divide en Bronce Antiguo, Bronce Medio y Bronce Final. Aunque, generalmente, al bronce suele precederle una Edad del Cobre y seguirle una Edad del Hierro, esto no siempre fue así: en el África subsahariana, por ejemplo, se desarrolló la metalurgia del hierro sin pasar por las del cobre y bronce.
La tecnología relacionada con el bronce fue desarrollada en el Próximo Oriente a finales del IV milenio a. C., fechándose en Asia Menor antes del 3000 a. C.; en la antigua Grecia se comenzó a utilizar a mediados del III milenio a. C.; en Asia Central el bronce se conocía alrededor del 2000 a. C., en Afganistán, Turkmenistán e Irán, aunque en China no comenzó a usarse hasta 1800 a. C., adoptándolo la dinastía Shang.

## Contextualizando la Edad del Bronce
La metalurgia del bronce fue, al igual que pasó con la del cobre (véase Calcolítico), una innovación más entre todas las que se produjeron en tales períodos. La gran diferencia es que la primera se desarrolló en contextos desprovistos de minerales, mientras que la segunda lo había hecho en regiones ricas en yacimientos de cobre.
La división tripartita de la Edad de los Metales prima el cambio tecnológico por encima de los de tipo social o económico, al contrario de lo que sucede con el Neolítico. Ello está basado en el supuesto de que la metalurgia provoca la transformación de las sociedades que la utilizan, generando una intensificación del comercio a larga distancia, una cierta especialización laboral y el aumento de la diferenciación social.
Tal innovación es fácilmente reconocible en el registro arqueológico, pero es de menor importancia para la aparición de las primeras civilizaciones urbanas que, por ejemplo, el desarrollo de los símbolos pictográficos e ideográficos que formarían las protoescrituras iniciales. Los jeroglíficos en Egipto, el cuneiforme en Sumeria o el lineal A (todavía sin descifrar) en Creta, convirtieron en una realidad la comunicación escrita de los incipientes estados. Y con la escritura la región entró en la Historia.
La Edad del Bronce es claramente histórica en buena parte del Próximo Oriente, pero, al no haber ningún tipo de ruptura entre las sociedades prehistóricas e históricas de esta parte del mundo, en este artículo se incluye también una síntesis de los procesos que se dieron en ella.

## Edad del Bronce en Mesopotamia
Fue en Sumeria donde comenzó a usarse el bronce a finales del IV milenio a. C. Esta región es considerada frecuentemente como la cuna de la civilización, ya que (basándonos en los datos actuales) en ella se produjo la intensificación agrícola, se desarrolló el primer sistema de escritura, se inventó el torno cerámico, se establecieron los fundamentos de la astronomía y las matemáticas, se crearon gobiernos centralizados y códigos legislativos, apareció la estratificación social, el esclavismo y la guerra organizada. Todo lo cual llevó a la formación de las primeras ciudades estado conocidas, que después se convertirían en reinos más extensos y desembocaron finalmente en imperios.[cita requerida]

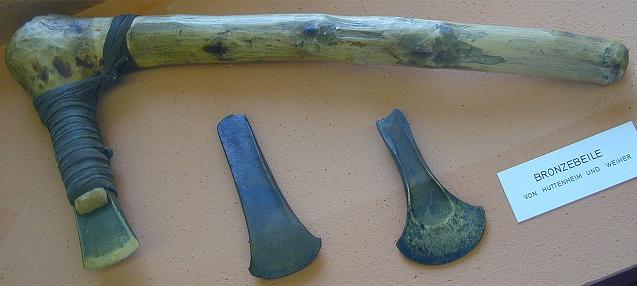
Hachas planas de bronce europeas.

Las grandes ciudades de Mesopotamia acogían varias decenas de millares de personas y estaban gobernadas por un rey-sacerdote, máximo representante del dios local y dueño de todas las tierras. El templo era su centro neurálgico, donde se concentraba el poder religioso, político y económico. La sociedad estaba jerarquizada en clases bien diferenciadas: sacerdotes, funcionarios, artesanos, campesinos y esclavos. La centralización administrativa, facilitada por la escritura, permitía la gestión de los recursos a largo plazo y la planificación de grandes obras. Se utilizaba un calendario de doce meses, el día se dividía en 24 horas y el círculo en 360 grados.
Uruk fue la ciudad sumeria más grande conocida en la transición del IV al III milenio a. C., con una superficie de 5,5 km² y varios templos de carácter monumental, entre los que destacaba el dedicado al dios An y a la diosa Inanna. Conocían ya la rueda, el arado, la navegación, el sello cilíndrico y la escritura.
Posteriormente prevaleció, durante siglo y medio, el Imperio acadio. Tras su caída se produjo un renacimiento sumerio durante el cual la III dinastía de Ur tuvo un papel dominante. Los soberanos de Ur fueron considerados reyes de las cuatro regiones, creando un potente aparato burocrático que controlaba los tributos de todas las provincias y ciudades sometidas. Durante esta época se levantó el enorme zigurat de Ur.
Babilonia la reemplazaría durante el Bronce final. La referencia más antigua sobre Babilonia procede de una tableta datada en el siglo XXIII a. C., correspondiente al reinado de Sargón I de Acad. En el siglo XVIII a. C., durante el reinado de Hammurabi, Babilonia alcanzó su máximo esplendor: utilizando la fuerza y la diplomacia extendió sus dominios a toda Mesopotamia, que administró de manera centralizada mediante una compleja burocracia y un completo código legislativo (Código de Hammurabi). Para esta época, la lengua de uso oficial era el acadio, de origen semítico, mientras que el idioma sumerio se usaba ya solo para ritos religiosos y actividades científicas. Babilonia jugó un papel fundamental como centro cultural durante todo el Bronce y el Hierro inicial, continuando así incluso cuando cayó bajo dominio externo.

## Edad del Bronce en el Próximo Oriente
Del Levante mediterráneo destacaron dos ciudades-estado cuya economía fue básicamente comercial: Ebla y Ugarit. La primera, situada en el norte de la actual Siria, es famosa por las veinte mil tablillas cuneiformes halladas en un palacio de los siglos XXV-XX a. C. escritas en eblaíta y en sumerio. Su desarrollo estuvo ligado al comercio con Mesopotamia, aspecto en el que rivalizó militarmente con Mari. Fue destruida por los acadios durante el siglo XXIII a. C., pero resurgió de sus cenizas viviendo un nuevo período de esplendor entre los siglos XIX-XVII a. C.
Aunque de Ugarit hay evidencias neolíticas, la primera fecha datable de su existencia es fruto de sus contactos con Egipto: un abalorio de cornalina identificado con el faraón Sesostris I, el segundo de la dinastía XII (1956-1911 a. C.). La ciudad portuaria de Ugarit mantuvo estrechos lazos comerciales no solo con Egipto, sino también con Siria, Anatolia y Chipre (denominada por entonces Alasiya).
A partir del siglo XVIII a. C. Anatolia vio surgir el imperio hitita, que tenía su capital en el norte de la península, en Hattusa. Hacia el siglo XIV a. C. llegó a su clímax, abarcando todo el centro anatólico, el sudoeste de Siria hasta Ugarit y la alta Mesopotamia. Simultáneamente, las confederaciones de Arzawa y Assuwa reunieron, respectivamente, a una serie de reinos anatólicos del sur y del oeste que, a lo largo de todo el período, unas veces se enfrentaron y otras fueron reducidos a vasallaje por los hititas. A su vez, Mitani fue un estado que ocupó el sudeste de Anatolia y el norte de Siria entre el 1500-1300 a. C., estableciendo alianzas alternativas con sus principales rivales, Egipto y los hititas, aunque fue sometido a vasallaje finalmente por los asirios.
El Mediterráneo oriental se convirtió en una importante vía de comunicación y comercio entre Anatolia, Siria-Palestina, Egipto y el mar Egeo. Así lo atestiguan la relevancia de ciudades costeras como Ugarit o Biblos y pecios como los de Ulum Burum y Gelidonya (sur de la actual Turquía), datados hacia el Bronce final. La primera embarcación, de 17 m de longitud, contenía varias toneladas de lingotes metálicos y en la segunda, de 10 m, se halló cerca de una tonelada de lingotes, productos ya acabados como hachas o punzones y abundantes herramientas de herrero, lo que hace suponer que se trataba de una especie de taller flotante.

## Edad del Bronce en África
En el Antiguo Egipto el bronce comenzó a usarse durante el Protodinástico, hacia el 3150 a. C., aunque nunca llegó a sustituir del todo a la piedra como elemento básico para la fabricación de artefactos (debido a la escasez de materia prima). Poco tiempo después, sobre el 3100 a. C., se produjo la unificación del Alto y el Bajo Egipto, dando comienzo la Época Tinita que comprende la I y II dinastías. La capital se trasladó de Nejen (Alto Egipto) a una nueva ciudad, Menfis, edificada en los límites entre el Norte y el Sur. Fue en esta época arcaica cuando se adoptaron los símbolos y se establecieron los mecanismos administrativos que se reprodujeron como una constante a lo largo de toda la historia egipcia.
El Magreb recibió algunas influencias de los grupos culturales del Bronce europeo, como lo demuestran los hallazgos relacionados con las tradiciones del vaso campaniforme encontrados en Marruecos. A pesar de ello, la región no produjo su propia metalurgia hasta la colonización fenicia (hacia el 1100 a. C.).
El África subsahariana, como se ha dicho más arriba, permaneció ligada a las formas de vida neolíticas hasta que se desarrolló la metalurgia del hierro en la cuenca del río Níger (sin pasar por las del cobre y bronce).  Una excepción subsahariana consiste en los hallazgos —decorativos, no funcionales— de las excavaciones de Thurstan Shaw en los yacimientos de Igbo Ukwo, Igbo Richard, e Igbo Isaiah en Nigeria en 1959; donde halló multitud de bronces (collares, cráneos y figuras de leopardo, rostros escarificados, entre muchas otras) elaborados en su mayoría con la técnica de la cera perdida. Tales obras se dataron más o menos hacia el siglo IX o X d. C.

## Edad del Bronce en Europa

### Bronce Antiguo en el Egeo
Hacia la mitad del III milenio a. C. en el ámbito del mar Egeo se detecta una clara continuidad con el período anterior, el Calcolítico o Edad del Cobre. La población ocupaba promontorios costeros y elevaciones rocosas, en asentamientos que ya existían anteriormente, aunque, debido al continuado aumento demográfico fueron fundados otros nuevos, algunos de los cuales llegaron a alcanzar grandes dimensiones, con sólidos bastiones y fortificaciones.
El estudio del Egeo se ha subdividido tradicionalmente en tres zonas bien diferenciadas, pero interrelacionadas entre sí:
- Islas cícladas: Cicládico
- Grecia continental: Heládico
- Creta: Minoico

La red de intercambios calcolítica siguió propiciando el desarrollo conjunto de toda la región egea. Se mejoraron las técnicas constructivas navales, lo que permitió aumentar las capacidades de carga y la autonomía de los viajes. Estas mejoras condujeron a la colonización de islas con pocos recursos y a la creación de emporia, en los cuales la riqueza acumulada provocó la aparición de grupos privilegiados que la acapararon para su disfrute y perpetuación como tales. Así, una serie de ciudades-estado independientes comenzaron a imponer sus reglas del juego a las comunidades agrarias periféricas, esquema que se mantuvo durante el posterior desarrollo clásico del Egeo. Sobre el 2500-2400 a. C., muchos asentamientos fueron destruidos por incendios, tras los cuales, solo los de Creta consiguieron mantener su nivel de complejidad anterior, mientras los centros cicládicos y continentales comenzaron a estar supeditados cada vez más a los minoicos.

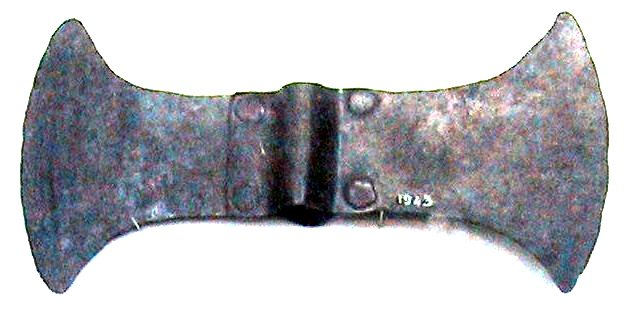
Doble hacha de bronce minoica. Ajuar del Tholos abovedado de Messara, Creta (Grecia).

La civilización minoica hundía sus raíces en el Neolítico preindoeuropeo. Su economía era mixta, agraria y comercial, basada en los cereales, la arboricultura (olivo y vid) y una ganadería de ovicaprinos. Sus divinidades eran mayoritariamente femeninas y no se han encontrado estructuras defensivas en sus asentamientos; ambos datos nos indican que se trataba de una sociedad poco beligerante. Asimismo, la ausencia de defensas y la abundancia de elementos religiosos en los palacios ha llevado a interpretarlos como monasterios-capital, en los cuales conviviría el poder religioso y el secular. Es una de las primeras culturas europeas con evidencias de escritura: pictogramas similares a los egipcios (pero sin descifrar) en estos primeros momentos.
Hay principalmente dos tipos de tumbas en Creta:
- Tumbas de planta rectilínea.
- Tumbas de planta circular.

Aparecen también los tholoi, que son construcciones de planta circular, cubiertas por una bóveda o una falsa cúpula. Mientras, en las islas Cícladas se usaban cistas con forma trapezoidal, con inhumación individual y en Grecia continental, el rito funerario consistía en la inhumación colectiva en tumbas de cámara.
En el Egeo se estableció un área de intenso comercio con el metal de Chipre, donde existían minas de cobre; el estaño se traía incluso de las islas británicas. Según algunos autores, hasta el 2300 a. C. no se consiguió en Creta producir verdadero bronce, la aleación del cobre con el estaño. Con respecto a la cerámica, en las islas Cícladas predominaban las decoraciones impresas e incisas, mientras que en Grecia continental la cerámica llevaba un engobe rojo y en Creta la decoración más frecuente era la pintada.

### Bronce Antiguo en la península ibérica

Mapa del Bronce medio ibérico (c. 1500 a. C.) mostrando las culturas más significativas, los dos asentamientos principales y la ubicación de las minas de estaño.

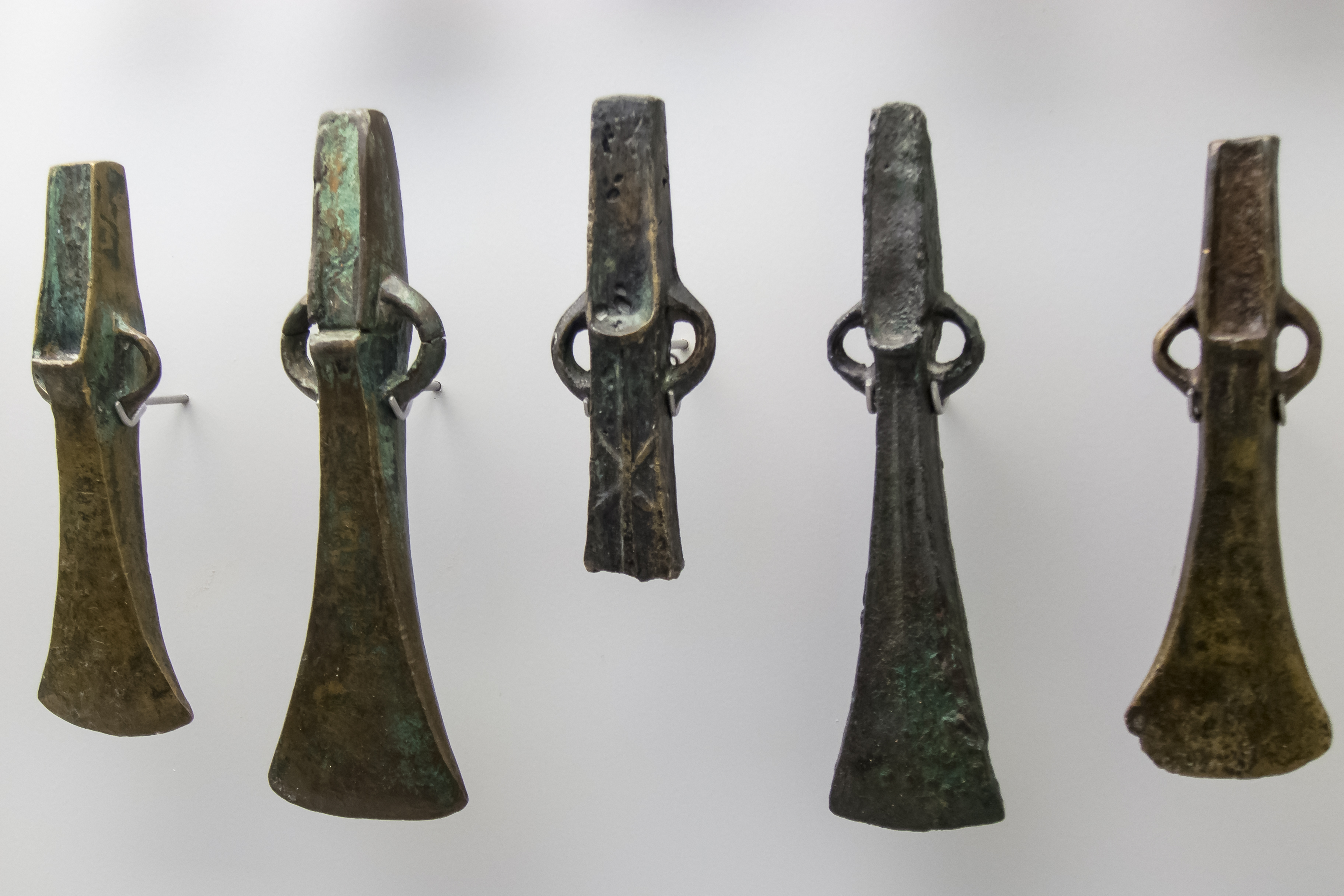
Hachas de bronce depositadas en el Museo Arqueológico de Asturias.

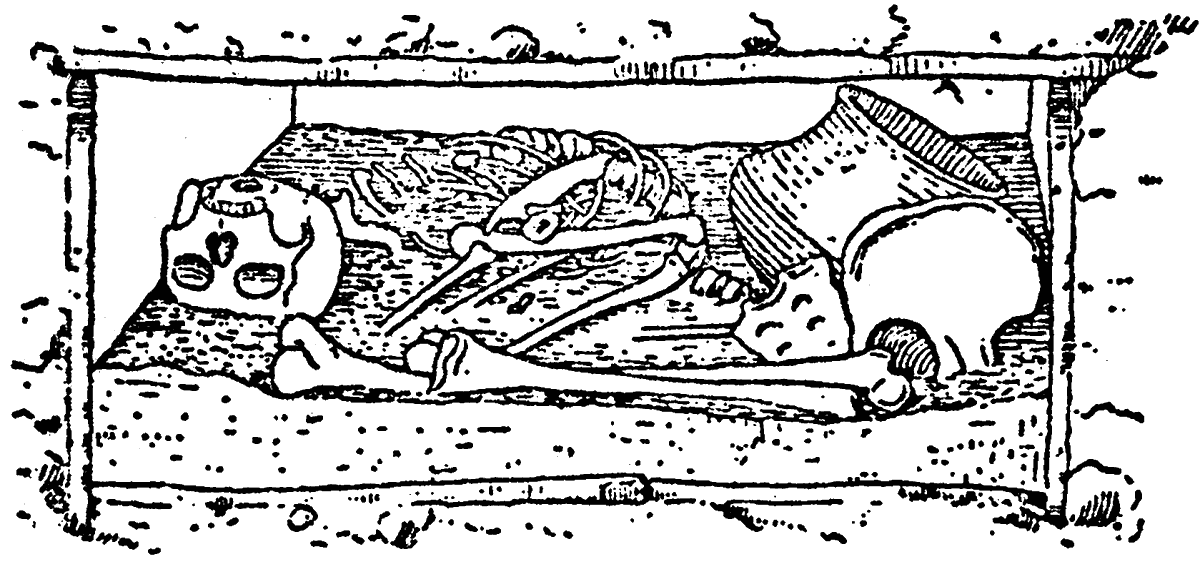
Enterramiento en cista típico de la primera fase de la cultura de El Argar, final del Bronce Antiguo.

El tránsito entre el Calcolítico y el Bronce se manifiesta a través de unos signos de crisis que se producen durante la segunda mitad del III milenio a. C. y que son, entre otros:
- Abandono de asentamientos (con finales violentos en algunos casos) y construcción de otros nuevos.[14] Los Millares entraron en clara decadencia, recluyéndose su ya pequeña población en la parte más alta de la fortificación.
- Sustitución de los enterramientos colectivos por otros individuales, que pasaron a situarse en el interior de los poblados.
- Aumento de la riqueza y de la diferenciación social.

El Bronce antiguo (2250-1900 a. C.) se constata inicialmente en el sureste peninsular: Almería, Murcia, altiplano de Granada y alto Guadalquivir, áreas en las que comienza a desarrollarse la denominada cultura argárica, una de las que alcanzaron mayor relevancia en Europa durante la Edad del Bronce. Los asentamientos argáricos se emplazaban normalmente en lugares estratégicos y de fácil defensa, lo cual hacía poco necesarias las estructuras defensivas, aunque también se han encontrado poblados en llanos. La producción de cada poblado estaba especializada y, así, se han excavado explotaciones mineras, agropecuarias y poblados orientados hacia la metalurgia, siendo muy homogéneos los artefactos cerámicos y metalúrgicos en todo el territorio argárico.

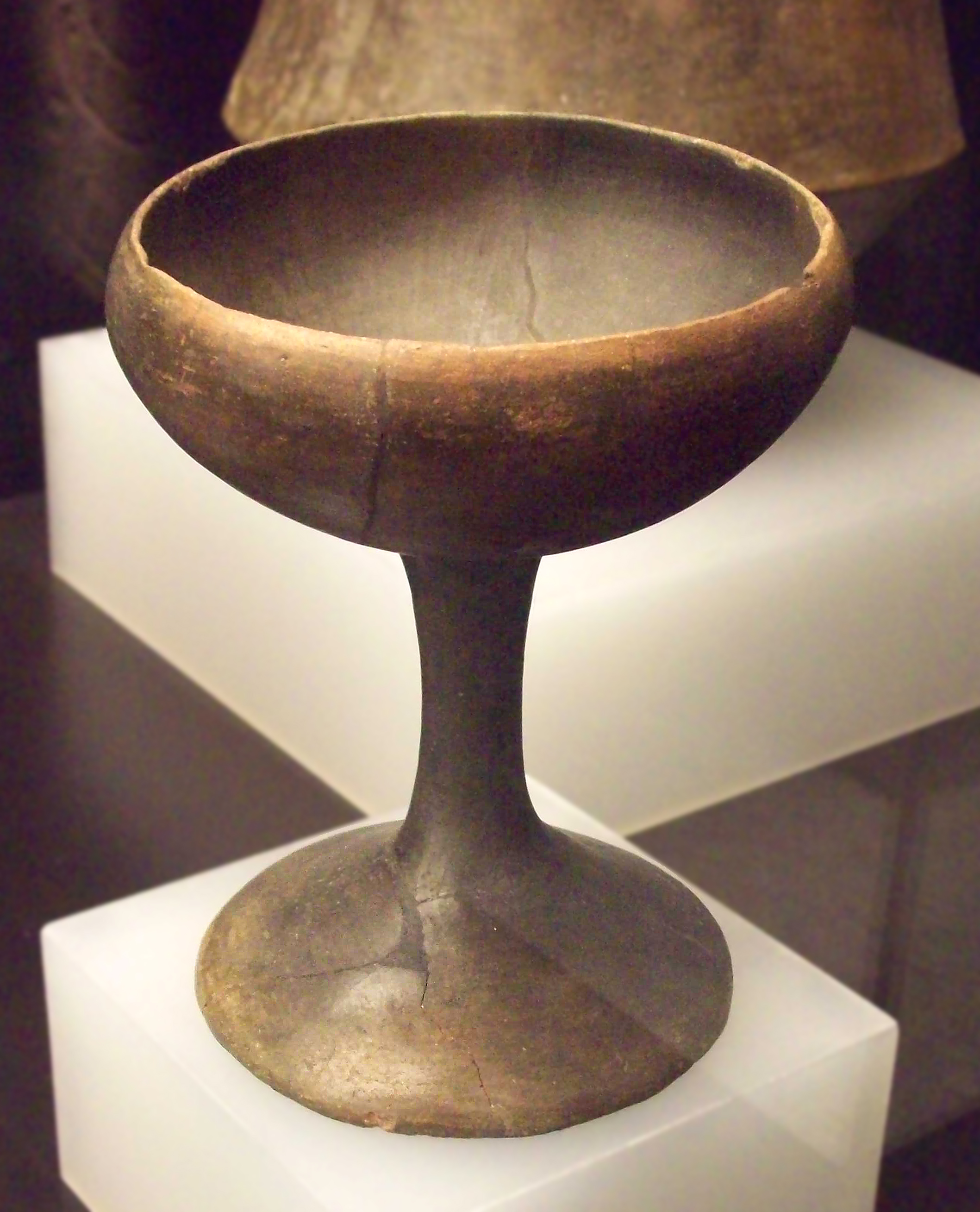
Copa argárica en terracota procedente del sureste de la península ibérica. II milenio a. C. (Bronce Pleno).

Todo ello prueba la existencia de un alto grado de especialización laboral y de una compleja organización de la distribución de la producción, unidas a un acceso desigual a la riqueza, constatado en los ajuares funerarios. Estos, durante el Argar A, aparecen en enterramientos individuales en covachas o cistas rectangulares excavadas en el piso de las mismas viviendas y presentan una gran diversidad tanto cuantitativa como cualitativa, lo que ha permitido establecer la existencia de varias clases sociales y de asentamientos que funcionarían como centros directivos (El Argar, por ejemplo).
La utilización del vaso campaniforme como objeto de lujo y ligado al mundo funerario perdura durante estos momentos iniciales del Bronce aunque su uso es más frecuente en el norte que en el sur de la península.
En La Mancha destacó la denominada cultura de las Motillas, contemporánea del mundo argárico y cuya particularidad diferenciadora fue la construcción de fortalezas formadas por una torre central rodeada de lienzos amurallados concéntricos. Estas construcciones estaban situadas siempre cerca de acuíferos, dedicadas a la explotación intensiva de los cereales de secano y con una importante ganadería. En ellas se han encontrado abundantes objetos de marfil, pero escasos artefactos metálicos, que suelen ser de cobre. Los enterramientos se efectuaban en el interior del recinto y no denotan estratificación social.

### Bronce Antiguo en el resto de Europa
En estas etapas iniciales el bronce se usaba poco, predominando todavía la metalurgia del cobre. La agricultura y la ganadería seguían siendo las bases económicas principales. La producción se incrementó con el uso del carro y del arado, lo que aumentó los excedentes. Gran parte del comercio se desarrollaba en canoas que remontaban los cursos fluviales y las costas, relacionando las regiones del norte de Europa con las mediterráneas. Los asentamientos solían ser de dos tipos, según su localización geográfica:
- En el este y el sur, eran hábitats situados estratégicamente, a veces con sistemas defensivos.
- En el oeste, eran poblados muy pequeños y sin defensas, posiblemente estacionales.

#### Europa Central
El bronce fue introducido hacia el año (1800-1600 a. C.). Destacan dos grupos culturales: Unetice o Aunjetitz y Otomani.
Los grupos de Unetice abarcaban el área de la actual República Checa, Alemania centro-sur y oeste de Polonia. Basaban su economía en la cría de bueyes, caballos y cerdos, así como el cultivo de cereales. Explotaban minas de cobre, estaño y oro, y establecieron amplios contactos comerciales que abarcaron desde el Báltico hasta la Grecia micénica y las islas británicas. Vivían en aldeas situadas sobre colinas y rodeadas de empalizadas de madera. Practicaban la inhumación individual en fosas y cistas generalmente, pero también en tinajas o en túmulos.
Los grupos de Otomani se desarrollaron en los Balcanes, Hungría y Eslovaquia. Sus poblados presentan grandes fortificaciones y sus ajuares tienen una mayor proporción de armas que de útiles, lo cual les confiere un claro carácter guerrero. Parece que disponían de una gran movilidad, facilitada por el uso del caballo y el carro. El rito funerario era inicialmente de inhumación individual bajo túmulo.

#### Europa Atlántica

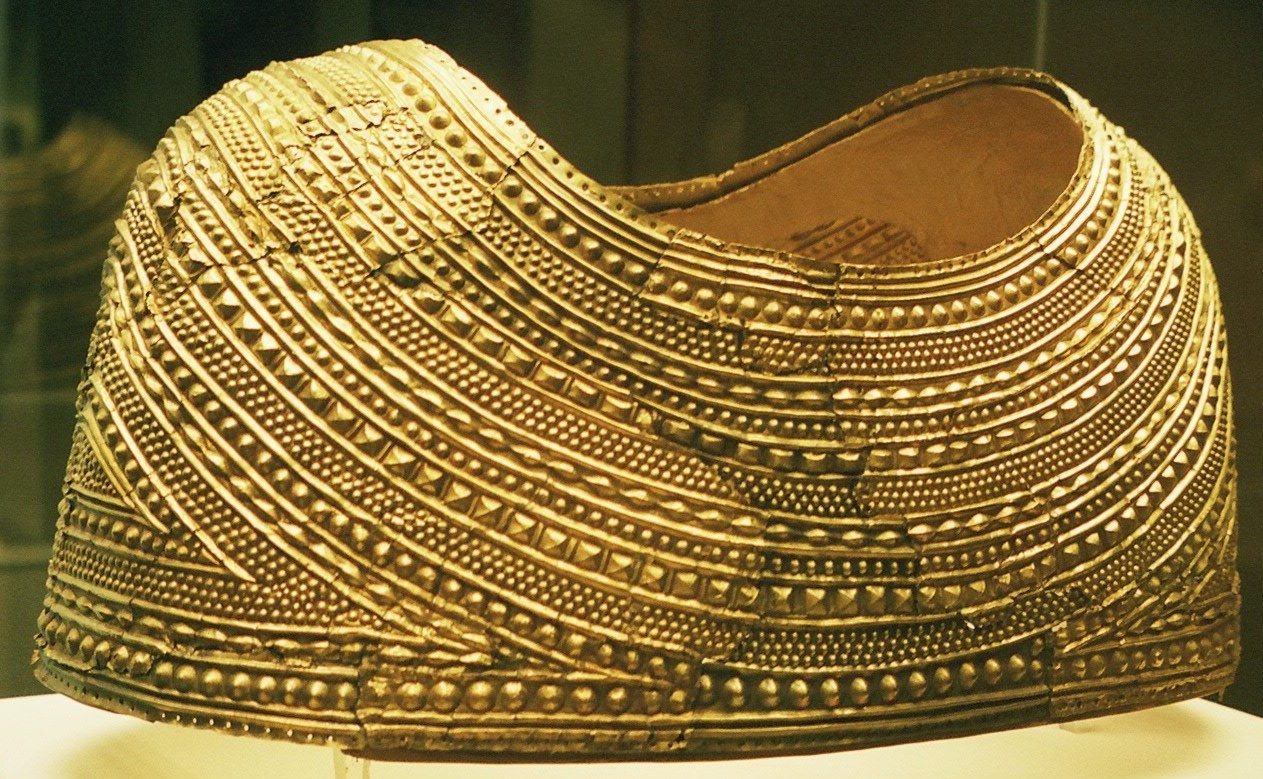
Capa de oro de Mold, hallada en Mold, Flintshire, Norte de Gales. Realizada entre 1900-1600 a. C.

Ésta ha sido tradicionalmente una zona rica en minerales. En ella destacan las cronoculturas de Wessex y de los Cultura de los Túmulos armoricanos.
Los grupos de Wessex (2000-1400 a. C.) constituyeron la principal cultura arqueológica del centro y sur de Inglaterra, relacionándose ampliamente con otros del actual Benelux y con los de los Túmulos armoricanos, siendo prototípicos del grupo campaniforme del Rin medio. Wessex I (2000-1650 a. C.) está asociado a la construcción y uso de las últimas fases de Stonehenge, así como de multitud de henges más, considerados ya desde el Neolítico como elementos delimitadores de los territorios asociados a cada jefatura. Inicialmente inhumaban bajo túmulos a sus muertos, pero durante la fase II (1650-1400 a. C.) pasaron a incinerarlos, a menudo acompañándolos con ricos ajuares. Importaban ámbar del Báltico, oro de Bretaña y joyas de Alemania, así como espadas y abalorios de la Grecia micénica. Esta amplia red comercial, su capacidad para construir grandes monumentos y la riqueza de los ajuares funerarios nos indican la existencia de una jerarquizada y poderosa organización social.
La cultura de los túmulos armoricanos, muy ligada a la anterior, se desarrolló en la Bretaña, Francia. Sus asentamientos se situaban a cierta distancia de la costa. El utillaje doméstico era, básicamente, de sílex y piedra pulimentada. Las sepulturas eran individuales, de inhumación y aisladas entre sí, siendo la mayoría bastante sencillas, aunque se han encontrado una minoría con ajuares muy ricos.

### Bronce Medio o Pleno
Comenzó a predominar el bronce sobre el cobre, aumentando la elaboración de adornos, armas y utensilios. Este metal se relacionaba ya con actividades cotidianas.

#### Egeo
Durante el Bronce Medio la civilización minoica vivió un desarrollo espectacular, su momento de máximo esplendor. Este periodo es denominado en Creta Minoico medio, Neopalacial o de los segundos palacios (1700-1400 a. C.). Se creó una verdadera talasocracia, intensificándose los contactos comerciales y los intercambios por todo el Egeo, Próximo Oriente y Egipto, donde se fundaron colonias como la de Acrotiri (Santorini). A la primitiva escritura pictográfica de influencia egipcia le sustituyó otra denominada Lineal A, de carácter no indoeuropeo y también sin descifrar. Hacia 1450 a. C. los asentamientos cretenses resultaron destruidos y abandonados; cuando volvieron a ser ocupados lo fueron con características micénicas.

#### Península ibérica

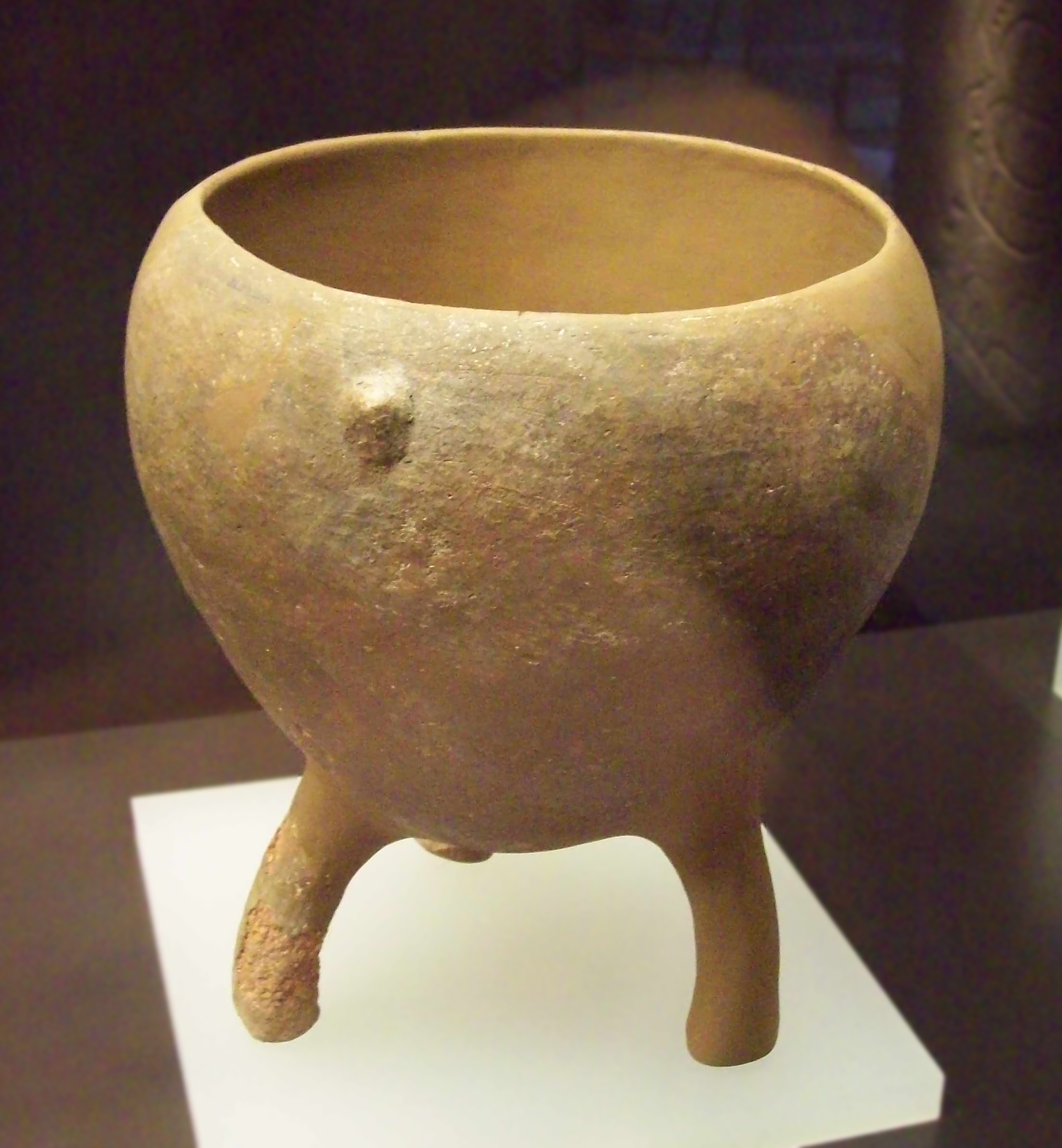
Vaso trípode argárico, hallado en el yacimiento de El Oficio, en Cuevas del Almanzora, Almería.

Durante el Bronce Medio o Argar B los enterramientos siguieron efectuándose dentro de las casas, pero depositando los cadáveres dentro de pithoi. Los ajuares denotan una mayor jerarquización que en la etapa anterior, habiéndose llegado a establecer hasta cinco clases sociales. Se ha comprobado la generalización de la herencia y una mayor esperanza de vida para las clases sociales superiores.
A partir del 1650 a. C. se ha constatado una desestabilización de la sociedad argárica en la cual confluyeron factores como el agotamiento de los campos y bosques, la modificación de los sistemas productivos y posibles conflictos internos. Todo ello condujo a una decadencia irreversible y el abandono de los poblados hacia 1500 a. C.
También los yacimientos ligados al Bronce Manchego tienden a desaparecer a partir del 1500 a. C. Se ha supuesto que los grupos meseteños de Cogotas tuvieron algo que ver, ya que se ha encontrado cerámica de ellos en las fases finales, pero es posible que también se produjera un deterioro climático.

#### Europa central

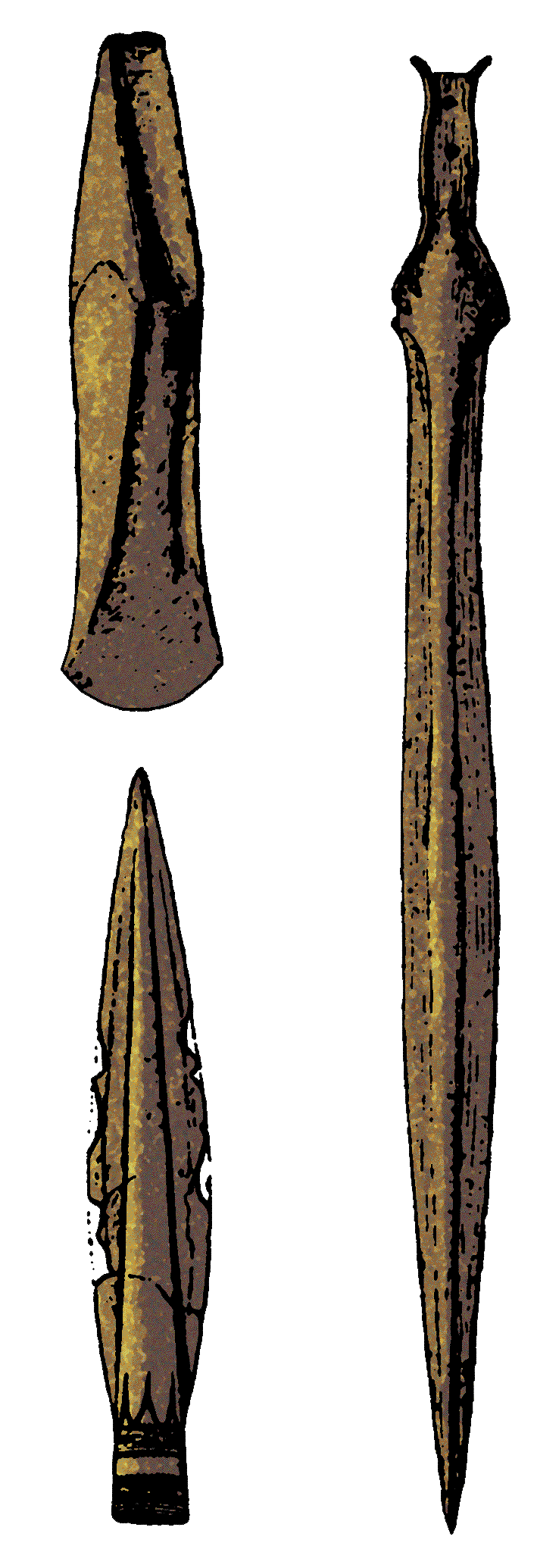
Armas típicas del Bronce Medio de la Cultura de los Túmulos:
• Espada de lengüeta
• Punta de lanza tubular
• Hacha de talón.

El bronce medio abarca en esta región entre 1600-1200 a. C. y se identifica con la cultura de los Túmulos, caracterizada por los enterramientos individuales bajo túmulos. Estos solían ser casi siempre de inhumación, aunque también hay constatadas incineraciones, y denotan un alto grado de estratificación social. Esta costumbre funeraria se extendió desde el Rin hasta los Cárpatos occidentales y desde los Alpes al mar Báltico, ocupando aproximadamente el área de los anteriores grupos de Unetice, de los cuales son herederos. Los asentamientos excavados son poco abundantes, ya que estaban construidos con madera y materiales perecederos, por lo que no se ha conservado casi nada. No eran muy grandes y estaban situados tanto en zonas altas con defensas naturales como en el llano. A veces, los primeros se encuentran rodeados de murallas de madera y tierra, con uno o más fosos, siendo sus viviendas de planta rectangular o trapezoidal. Los túmulos tenían planta redonda u ovalada, y estaban rodeados exteriormente por un círculo de piedras. Los ajuares estaban claramente diferenciados por sexos, siendo de armas para los hombres y con adornos para las mujeres, casi siempre en bronce. Es frecuente encontrar depósitos de restos óseos animales en los enterramientos, al igual que la existencia de enterramientos dobles.

#### Europa nórdica
La explotación del ámbar permitió conseguir, a través de las redes comerciales que existían desde el Neolítico el cobre y el estaño necesarios. Existen algunos talleres locales de fundición y recibieron influencias funerarias de los grupos de los Túmulos: las sepulturas son tumulares, agrupadas en necrópolis y situadas a veces a lo largo de vías naturales de comunicación. Los ajuares funerarios son ricos y en ellos prevalecen claramente las armas.

#### Mediterráneo central
Se pueden destacar, en la península itálica, la cultura de las Terramaras y la Apenínica.
La primera se desarrolló en el norte de la actual Italia entre 1500-1100 a. C. Su denominación proviene del hecho de que construían sus cabañas sobre pilotes levantados en la tierra firme. Fueron pastores y agricultores con una pequeña metalurgia local. La cerámica es de color negro, decorada. Sus muertos eran enterrados en recintos comunales
La segunda se sitúa geográficamente en el centro, entre 1350-1150 a. C. Su economía estaba basada en la agricultura y una ganadería trashumante. La cerámica está grabada con motivos geométricos, excisos. Tenía algunos contactos con el Egeo.

#### Europa Atlántica
Los ajuares son más pobres que en épocas precedentes. En Francia la producción metalúrgica fue de poca entidad, destacando la fabricación de hachas. Las islas británicas mantuvieron una relación intensa con el continente; en ellas el rito funerario era de incineración en urnas con escasos metales en los ajuares.

### Bronce Final, Reciente o Tardío
El Bronce final se desarrolló, aproximadamente, entre el 1300 y el 800-700 a. C., caracterizándose por dos hechos fundamentales:
- Primeros contactos directos entre sociedades plenamente históricas y comunidades prehistóricas del mediterráneo occidental.
- Cambio en el comportamiento funerario con la incineración de los cadáveres y su deposición en enormes necrópolis conocidas como campos de urnas. Este hábito se extendió desde Centroeuropa hacia el resto del continente y fue más allá del periodo que nos ocupa, continuando durante la I Edad del Hierro (Hallstatt C).[20] Las grandes diferencias sociales que se detectaban en los ajuares del periodo anterior desaparecen dando paso a unas ofrendas más normalizadas y homogéneas.[21]
- El cataclismo producido por la llegada de los pueblos del mar tuvo como consecuencia, a finales del Bronce Reciente, que el Mediterráneo oriental experimentara cambios que afectaron a los Imperios, Estados, reinos y ciudades desde el Mediterráneo central hasta la Alta Mesopotamia, al mismo tiempo que aparecían pueblos como los Filisteos, Arameos, el asentamiento de Israel, los reinos de Moab y Edom, etc., que tendrán un mayor protagonismo en los siglos posteriores.[22]

#### Egeo

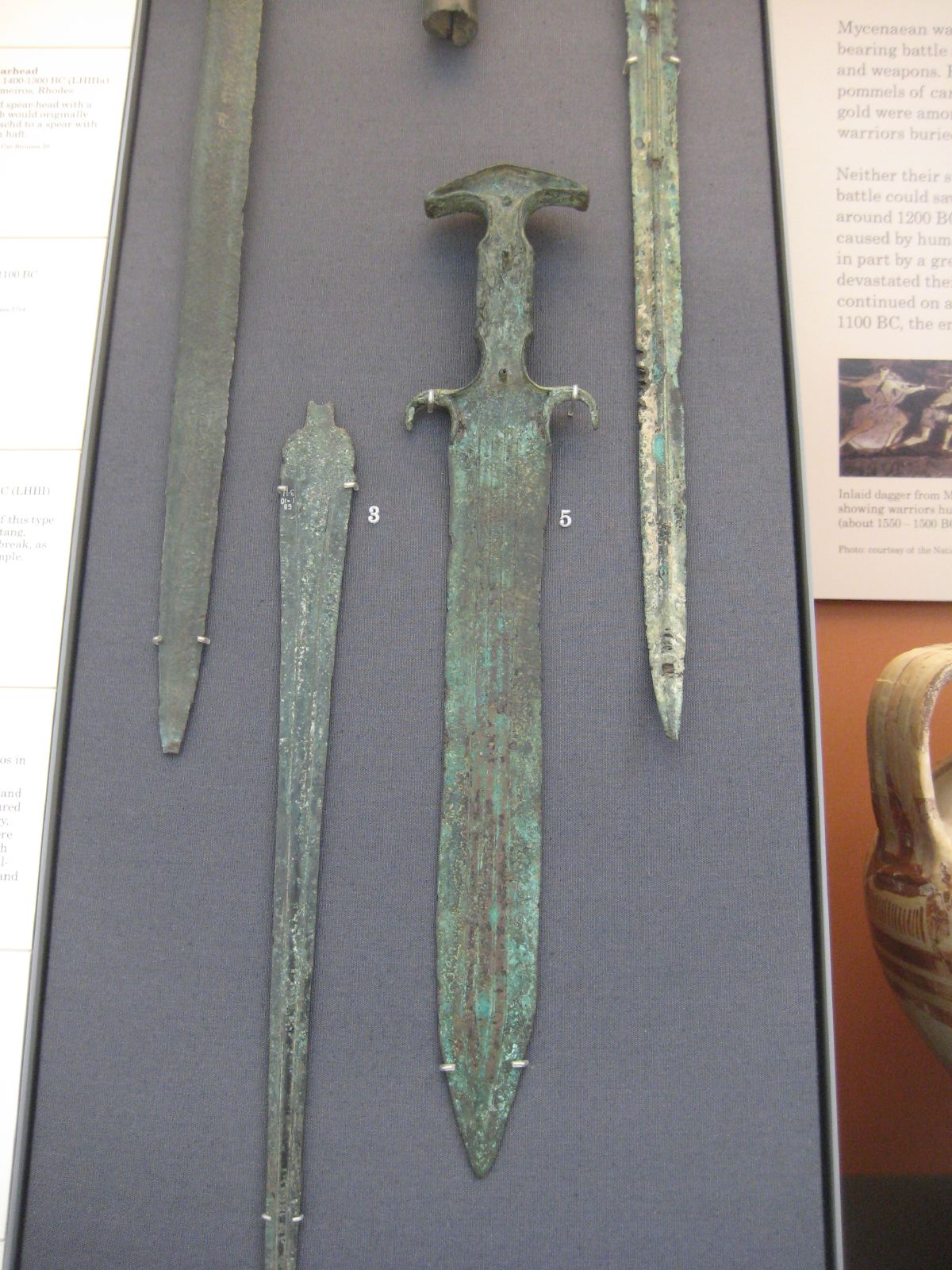
Espadas de bronce micénicas (1300-1100 a. C.).

El Bronce final correspondería con el auge de la civilización micénica en la Grecia continental (Heládico reciente) y en todo el Egeo, llegando a controlar la isla de Creta a partir del 1400 a. C. (Minoico postpalacial).
Los micénicos, de raíces indoeuropeas y considerados como protogriegos, eran de carácter belicoso y habitaban en ciudadelas fortificadas sobre colinas, en cuya parte superior existía un palacio, el megaron, que funcionaba como centro administrativo y redistribuidor de los excedentes agrarios (Micenas, Atenas, Tirinto, etc.). Tenían una economía agropecuaria basada en los cereales y los ovicaprinos. Escribían en tablillas de arcilla en un idioma denominado Lineal B, ya descifrado e identificado como un griego arcaico. Las élites guerreras se hacían enterrar en tumbas individuales distribuidas en el interior de círculos funerarios inicialmente y después en espectaculares tholoi, con ricos ajuares.
Estos ajuares, con abundantes metales preciosos, nos hablan de una élite poco numerosa, que acumulaba la riqueza en sus manos y era la clase dominante. La sociedad micénica estaba muy jerarquizada, con una clara diferenciación en las sepulturas de soberanos, aristocracia, trabajadores y artesanos. La cerámica se caracteriza por tener pintura brillante de colores rojo o negro sobre fondos claros.
Hacia el 1200 a. C. esta sociedad desapareció bruscamente y con ella todo rastro de escritura, entrando la región entera en la llamada Edad oscura. Pero no hay una ruptura, ya que se puede establecer una clara continuidad cultural con las época arcaica y clásica posteriores sobre la base de documentos como la Ilíada y la Odisea, cuyos argumentos remiten directamente al mundo micénico del II milenio a. C.

#### Península ibérica

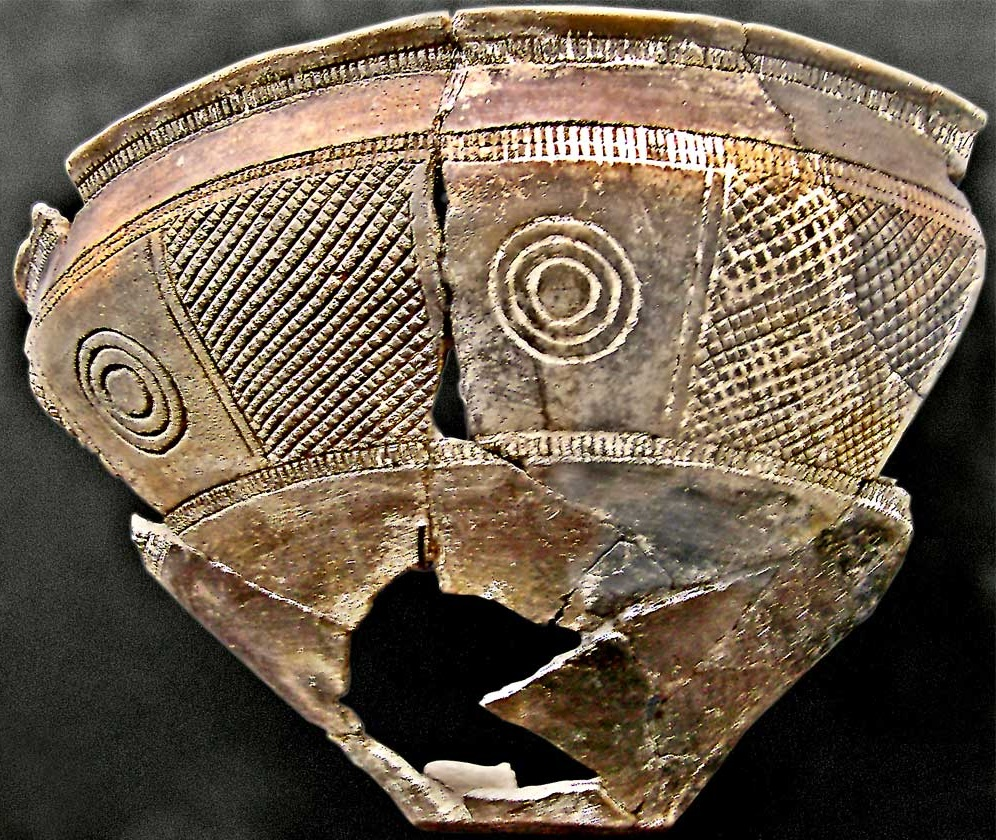
Cerámica decorada con boquique relleno de pasta blanca, San Román de Hornija, Valladolid (Cogotas-I, 1100-800 a. C.).

En algunos asentamientos ocupados por los grupos argáricos se ha constatado la continuidad poblacional entre el 1300 y el 1000 a. C., aunque las estructuras constructivas son menos sólidas que anteriormente y más heterogéneas, desapareciendo cualquier tipo de defensas.
Tras el declive de los grupos del Argar y Las Motillas en la etapa anterior, durante el Bronce Tardío destacó en la Meseta la cultura de Las Cogotas, sociedad fundamentalmente ganadera (bóvidos y ovicápridos) y con una cerámica decorada con boquique y escisiones, cuyo uso fue extendiéndose paulatinamente a la periferia mesetaria. Aunque los asentamientos no son bien conocidos, denotan una clara continuidad desde finales del Neolítico, estando situados cerca de los ríos, en sus cuencas medias y bajas. Se supone que debían estar formados por cabañas hechas con materiales perecederos, que dejan pocas huellas arqueológicas, y albergarían unas pocas decenas de individuos. Los enterramientos se efectuaban en fosas o silos localizados en el mismo poblado y eran individuales, dobles o triples, con ajuares que incluían ofrendas animales.

#### Europa Central
A partir del siglo XIII a. C. comenzó a extenderse la costumbre funeraria de la incineración, con el consecuente depósito de las cenizas en unas características urnas de cerámica, que se enterraban en hoyos practicados en la tierra, formando extensas necrópolis. Estos rasgos fueron típicos de los grupos de los campos de urnas, que llegaron a difundirse desde el Danubio y el Báltico, por oriente, hasta el mar del Norte y el nordeste de la península ibérica en occidente. Pero estos grupos no formaron ningún ente cultural homogéneo, sino que simplemente asimilaron una moda, manteniendo en muchos casos sus estrategias económicas y sociales anteriores.

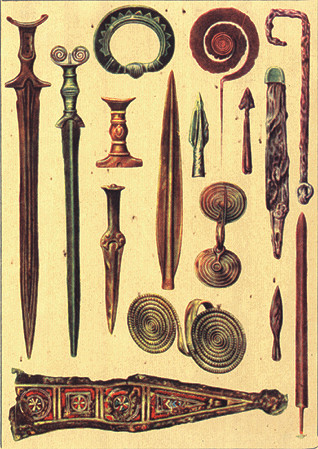
Objetos de la Edad del Bronce y del Hierro procedentes de Rumanía.

En su área central de distribución solían vivir en poblados con defensas artificiales o naturales; en ocasiones ambas. Las casas se realizaban mayoritariamente en madera y barro, con forma rectangular y trapezoidal. Lo común era el rito de incineración, aunque hubo también otras variantes:
- Hoyo excavado en la tierra, en el que se deposita la urna
- Sin urna, directamente en el hoyo
- Urnas cubiertas por círculos de piedras, cistas, etc.
- Túmulos planos rodeando la fosa
- Fosas grandes

La deposición y orientación de los cuerpos inhumados es también muy variada. Los ajuares eran muy sobrios y homogéneos en comparación con las épocas anteriores y posteriores, consistiendo en cerámicas o metales, que, como mucho, alcanzaban las seis unidades. A veces, una o varias urnas estaban delimitadas por fosos, creando unos recintos de planta circular o cuadrangular que se suponen rituales.
Se han encontrado en abundancia molinos de piedra, azuelas de bronce y hoces, así como algunos graneros. Se detecta una clara proliferación de oficios y cierta especialización artesanal. Con respecto al comercio, se intensificaron las relaciones comerciales y mejoraron los transportes, con el uso del carro y del caballo como animal de tiro. Se comerciaba con la sal y se inició la producción de vidrio. La cerámica y la orfebrería experimentaron un gran auge, multiplicándose también los centros metalúrgicos.

#### Europa nórdica
Esta región se la ha identificado con los grupos de Montelius, continuadores de las tendencias anteriores. Los poblados se ubicaban a veces en zonas de fácil defensa, estando formados por casas de barro o de madera, con planta oval o rectangular. Los enterramientos se agrupaban en grandes necrópolis, generalizándose el rito de incineración. Se han encontrado vasos y otros objetos de oro.

#### Europa Atlántica
Aunque se acentuó la influencia de los campos de urnas, sobre todo en las armas, también se han detectado diferencias regionales, así como ciertas influencias fenicias.
La economía era agrícola y los caballos tenían una doble función: como elementos de prestigio y como animales de tiro.

#### Mediterráneo Central
En el sur de la península itálica se dio un importante comercio con Grecia y con el norte de la propia península. Hay necrópolis de incineración, con cremaciones individuales. Los asentamientos solían situarse en lugares elevados que se fortificaban mediante murallas. La cerámica estaba hecha a mano.

### Crisis del Bronce Final

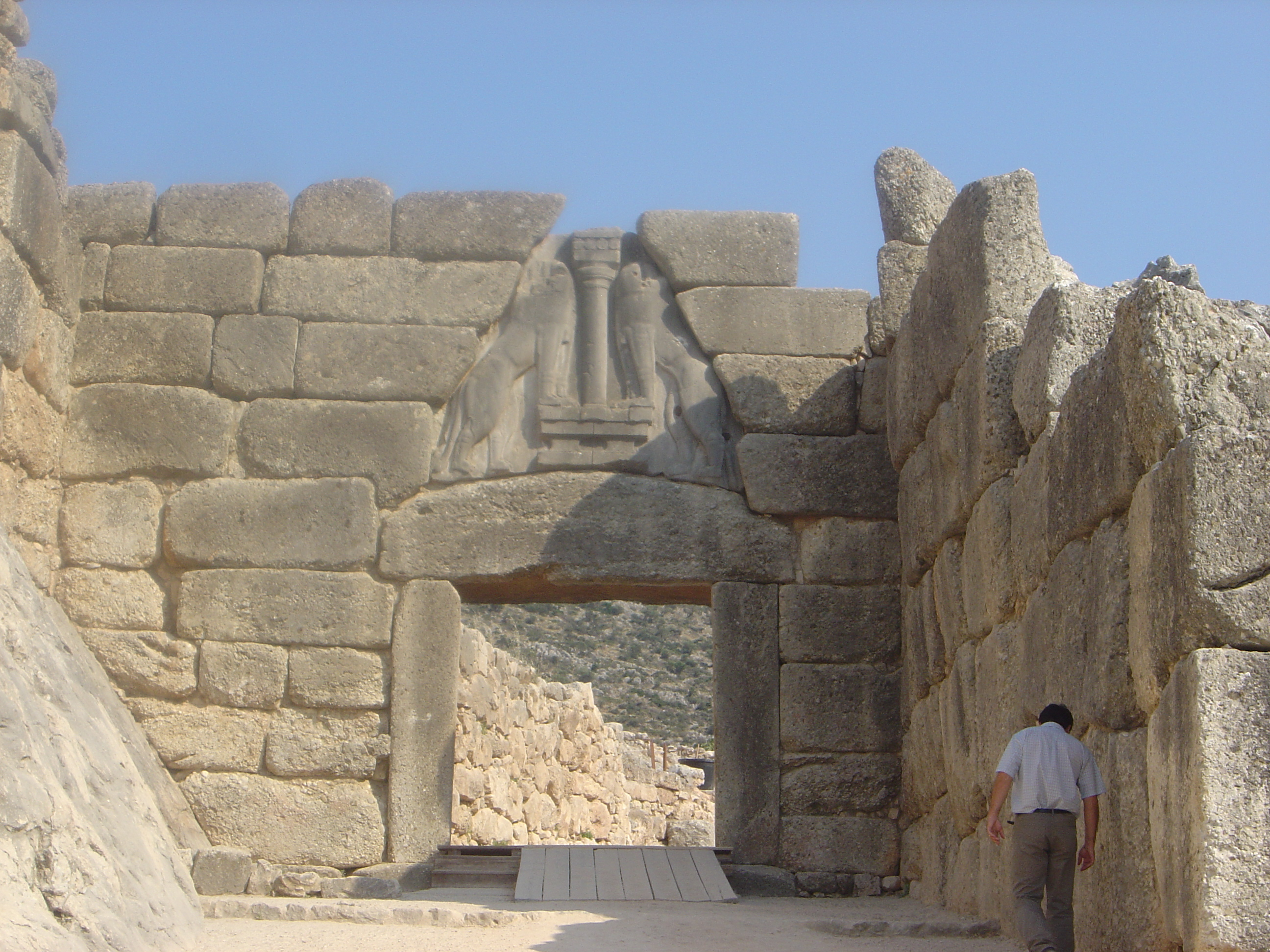
La puerta de los leones; principal entrada a Micenas.

Hacia el 1200 a. C. la sociedad micénica colapsó, siendo abandonadas (tras incendios) la mayoría de las ciudadelas y desapareciendo completamente la escritura (el Lineal B). Hay signos de una desestabilización generalizada en todo el Mediterráneo oriental, que aparece registrada en los documentos escritos de las culturas históricas de la época. El Imperio hitita se derrumbó bruscamente alrededor del 1180 a. C., siendo destruida completamente su capital, Hattusa. La antaño floreciente Ugarit fue abandonada y hay constancia de ataques armados en la costa fenicia, en Israel (por parte de los filisteos) y en Egipto, donde fueron rechazados los denominados pueblos del mar.
Mientras, la guerra de Babilonia contra Asiria y Elam provocó la disolución de la dinastía casita en 1154 a. C.; unas décadas después, Elam volvió a desaparecer de la historia tras el saqueo de Susa, su capital. Hacia 1050 a. C., Asiria también se sumió en el silencio durante más de un siglo. Los escasos testimonios finales hablan de interminables escaramuzas fronterizas mientras los reyes intentaban contener las migraciones masivas de arameos y mosji.
Los sucesos son conocidos solo a partir de un puñado de fuentes, como las Cartas de Ugarit y los relatos egipcios sobre los "pueblos del mar". Pasado el año 1050 a. C., desaparecen los escritos, y todo el período de 1050 al 934 a. C. es considerado como una época oscura. Pero tal colapso habría que redefinirlo, ya que una época oscura es básicamente un período de tiempo durante el cual la élite social deja de producir monumentos y documentos escritos.

## Edad del Bronce en Asia del sur y oriental

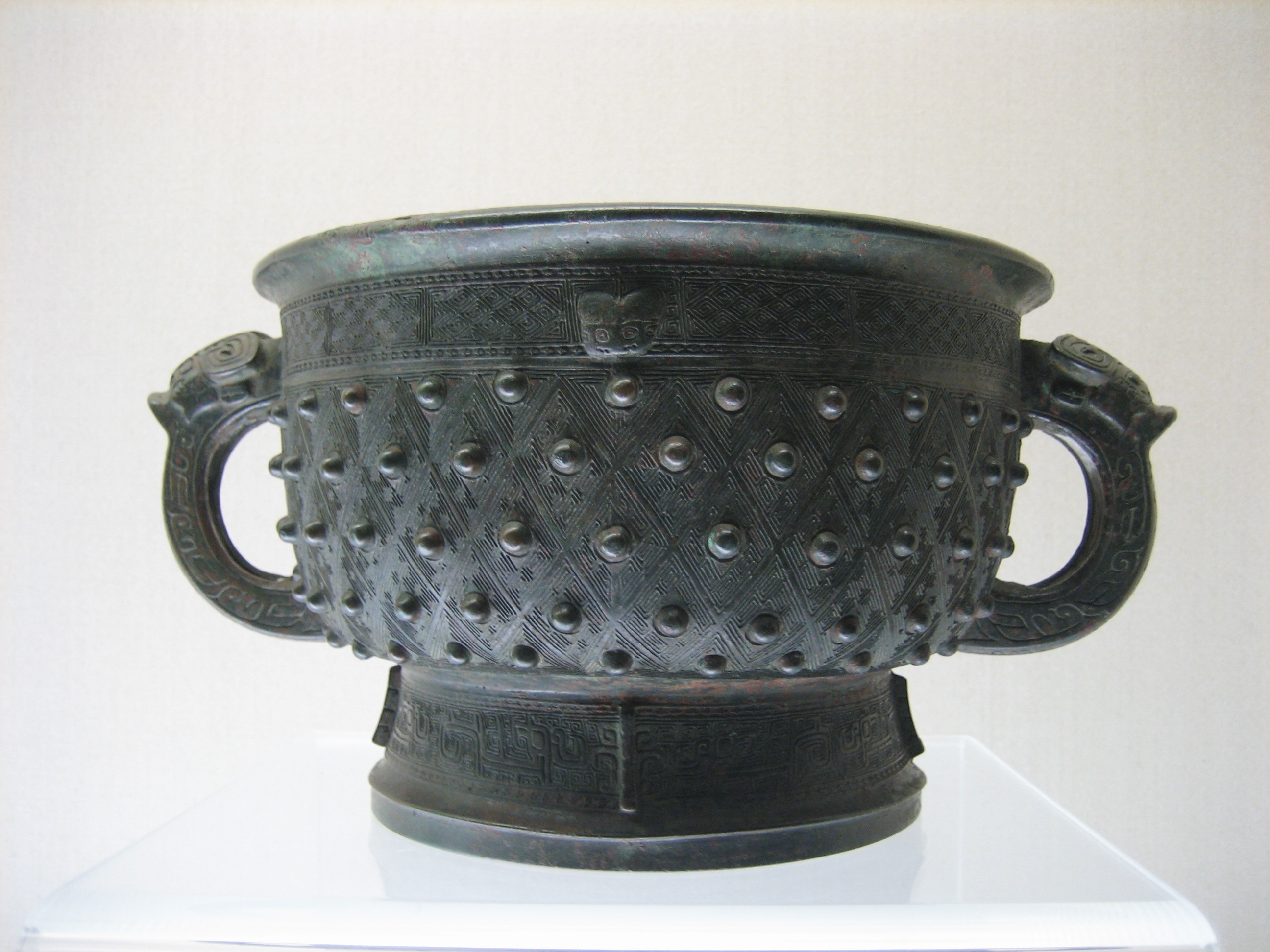
Gefuding gui, bronce con dos asas correspondiente a la dinastía Shang (1600–1046 a. C.).

En el subcontinente indio los objetos de bronce aparecieron con la eclosión de la cultura del valle del Indo, durante la cual los habitantes de Harappa y otras ciudades de la región desarrollaron nuevas técnicas metalúrgicas que les permitieron fundir cobre, bronce, plomo y estaño. La cronocultura de Harappa (entre 1700-1300 a. C.) coincide en parte con la transición a la Edad de Hierro (Periodo védico), por lo que resulta difícil datar el Bronce adecuadamente.
Tampoco se ponen de acuerdo los investigadores con su datación en China. La aleación de bronce apareció durante el período Erlitou, el cual ciertos investigadores incluyen dentro de la dinastía Shang, hacia mediados del II milenio a. C. Pero otros creen que pertenecería a la dinastía Xia, su predecesora. De cualquier manera, el uso del bronce adquirió una gran importancia en la cultura china y su desarrollo fue ajeno a las influencias externas.
En la actual Tailandia (en Ban Chiang) han sido descubiertos artefactos de bronce datados hacia el 2100 a. C. En la península de Corea el bronce apareció hacia el 1000 a. C. por influencia de las culturas de Manchuria, aunque consiguió adoptar caracteres específicos en tipologías y estilos, sobre todo en los artefactos rituales. También han salido a la luz tambores de bronce pertenecientes a la cultura Dong Son, originada alrededor del delta del río Rojo, abarcando el norte de Vietnam y sur de China, donde se produjeron a partir del 600 a. C.
En Japón se introdujeron el bronce y el hierro simultáneamente, a finales del período Jomon, hacia mediados del I milenio a. C. Los conocimientos metalúrgicos llegaron desde Corea y sirvieron para fabricar herramientas (de hierro) y artefactos rituales o ceremoniales (en bronce).

## Edad del Bronce en América

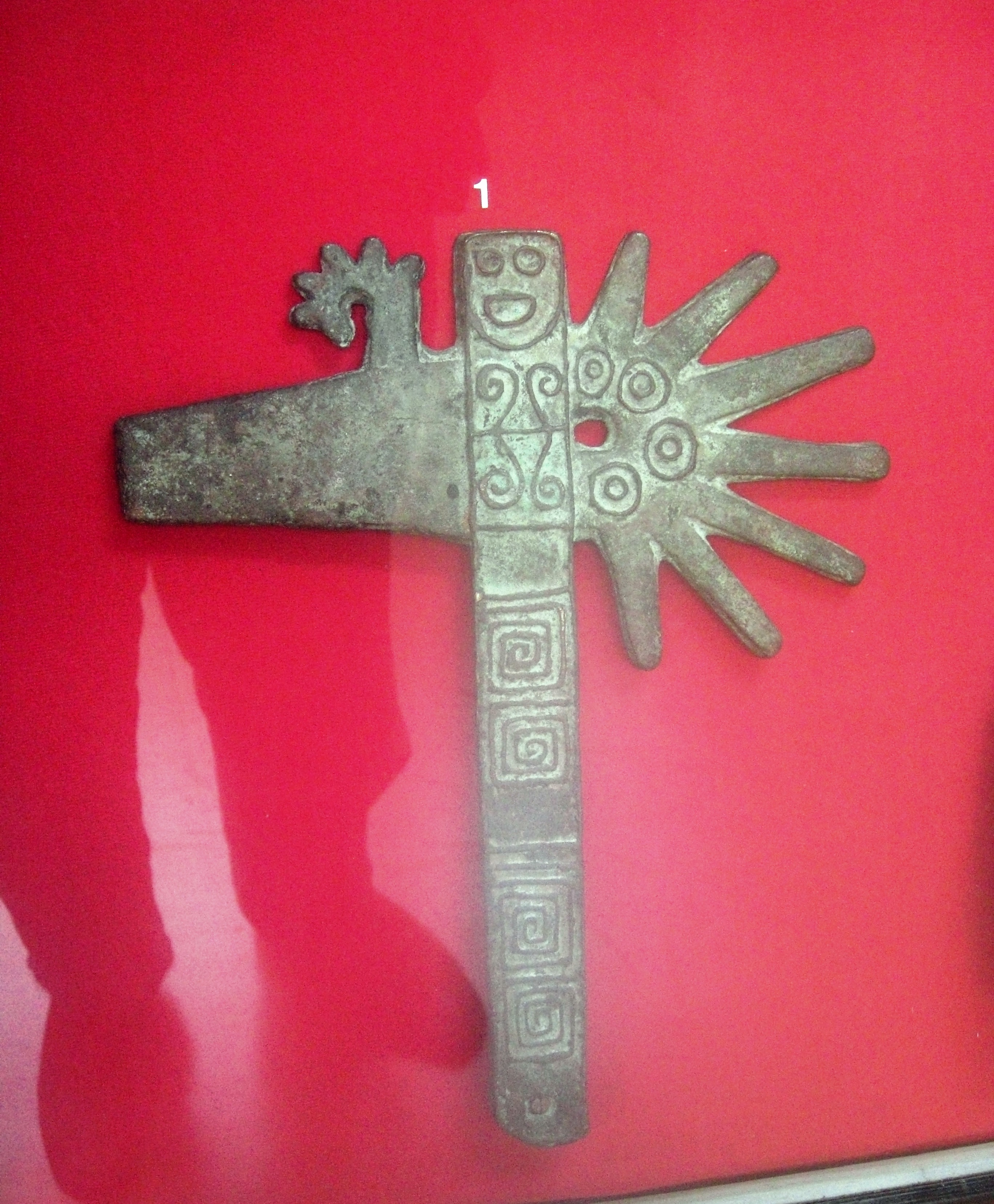
Hacha ceremonial de bronce del período tardío del noroeste argentino, entre el 1000 y el 1470.

Algunos investigadores afirman que durante todo el Horizonte Medio andino (año 500 al 1200) se usó el cobre arsenical y que en la cultura Tiahuanaco ya se utilizaba ampliamente (hacia el 600 d. C.) una aleación de cobre, arsénico y níquel, considerada por tales autores bronce, que habría sido sustituida hacia sus fases finales por el bronce clásico (sobre el 800 d. C.). Otros, en cambio, retrasan hasta la época Chimú (a partir del 900 d. C.) la utilización del cobre arsenicado, siendo para ellos los Incas los que generalizaron en sus dominios el uso del bronce.
Para Heather Lechtman y Andrew Macfarlane el uso del bronce en el área Andina se desarrolló en el Horizonte Medio. Se difundió explotación de menas de cobre, arsénico, estaño y níquel y la producción de bronces a gran escala. Se produjo bronce arsenical en los Andes Centrales (actualmente territorio de Perú y Ecuador) y hasta el lago Titicaca. La aleación clásica de cobre con estaño se acostumbraba asociar con el Imperio Inca, pero ahora se sabe se produjo antes y que las poblaciones que habitaron el altiplano boliviano y las tierras altas del noroeste argentino abastecieron el estaño necesario para la producción de bronce a partir del Horizonte Medio. Al sur del lago Titicaca, en el altiplano boliviano y en el norte de Chile, se obtuvieron recientemente evidencias de la producción del tercer tipo de bronce, la aleación ternaria de cobre, arsénico y níquel, encontrada sólo en objetos de Tiahuanaco y San Pedro de Atacama.
Los calchaquíes del noroeste de Argentina poseían tecnología de bronce.
La posterior aparición de una limitada producción metalúrgica de bronce en el oeste de México sugeriría la existencia de contactos con las regiones andinas o un descubrimiento tardío de tal tecnología.